# ام‌وی کنیکات
ام‌وی کنیکات (به انگلیسی: MV Kennicott) یک کشتی است که طول آن ۳۸۲ فوت (۱۱۶ متر) می‌باشد. این کشتی در سال ۱۹۹۸ ساخته شد.